# Мілвіль (Міннесота)
Мілвіль (англ. Millville) — місто (англ. city) в США, в окрузі Вобаша штату Міннесота. Населення — 151 особа (2020).

## Географія
Мілвіль розташований за координатами 44°14′40″ пн. ш. 92°17′48″ зх. д. / 44.24444° пн. ш. 92.29667° зх. д. (44.244321, -92.296716).  За даними Бюро перепису населення США в 2010 році місто мало площу 0,37 км², з яких 0,37 км² — суходіл та 0,01 км² — водойми. В 2017 році площа становила 0,40 км², з яких 0,39 км² — суходіл та 0,01 км² — водойми.

## Демографія
Згідно з переписом 2010 року, у місті мешкали 182 особи в 75 домогосподарствах у складі 54 родин. Густота населення становила 489 осіб/км².  Було 80 помешкань (215/км²).
Расовий склад населення:
| - 100,0 % — білих |

До двох чи більше рас належало 0,0 %. Частка іспаномовних становила 2,2 % від усіх жителів.
За віковим діапазоном населення розподілялося таким чином: 23,6 % — особи молодші 18 років, 60,5 % — особи у віці 18—64 років, 15,9 % — особи у віці 65 років та старші. Медіана віку мешканця становила 33,5 року. На 100 осіб жіночої статі у місті припадало 104,5 чоловіків;  на 100 жінок у віці від 18 років та старших — 107,5 чоловіків також старших 18 років.
Середній дохід на одне домашнє господарство  становив 64 859 доларів США (медіана — 56 250), а середній дохід на одну сім'ю — 84 727 доларів (медіана — 71 250). За межею бідності перебувало 6,9 % осіб, у тому числі 0,0 % дітей у віці до 18 років та 12,9 % осіб у віці 65 років та старших.
Цивільне працевлаштоване населення становило 68 осіб. Основні галузі зайнятості: освіта, охорона здоров'я та соціальна допомога — 35,3 %, виробництво — 22,1 %, роздрібна торгівля — 7,4 %, мистецтво, розваги та відпочинок — 5,9 %.